# PRISM (реактор)

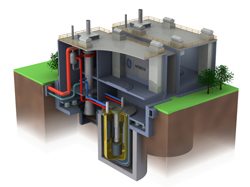
Реактор PRISM (рисунок)

PRISM (англ. Power Reactor Innovative Small Module, иногда S-PRISM от SuperPRISM) — перспективная конструкция атомной электростанции, разработанная GE-Hitachi Nuclear Energy Nuclear Energy (GEH).
S-PRISM включает в себя реактор GEH IV поколения, предназначенный для замыкания ядерного топливного цикла. Он является частью проекта Центра переработки топлива (ARC), переданного Конгрессу США в рамках предложения по обращению с радиоактивными отходами. S-PRISM — это коммерческая реализация интегрального реактора на быстрых нейтронах, разработанного Аргоннской национальной лабораторией в период с 1984 по 1994 год.
Сам PRISM — это быстрый реактор-размножитель с натриевым охлаждением, основанный на конструкции экспериментального реактора-размножителя II (EBR-II), увеличенный, по сравнению с EBR-II в десять раз.
В его конструкции используются реакторные модули, каждый из которых имеет выходную мощность 311 МВт.
Подобно EBR-II, на котором он основан, реактор будет переходить на гораздо более низкий уровень мощности при значительном повышении температуры, кроме того, модули корпуса реактора относятся к бассейновому типу, а не к петлевому типу, при этом бассейн обеспечивает значительную тепловую инерцию. Один из ключевых элементов безопасности этого реактора — «RVACS» (reactor vessel auxiliary cooling system), которая представляет собой пассивную систему воздушного охлаждения корпуса реактора для отвода остаточного тепла ядерного топлива. Системы безопасности PRISM являются пассивными и поэтому всегда работают. Таким образом они должны предотвращать повреждение активной зоны, когда другие средства отвода тепла недоступны.

## История

### Integral fast reactor
Integral fast reactor был разработан в Западном кампусе Аргоннской национальной лаборатории в Айдахо-Фолс, штат Айдахо, и являлся проектом расширения реактора Experimental Breeder Reactor II. Предполагаемое расширение включает ребридинг топлива. Сам EBR II был выведен на критический режим в 1965 году и проработал 30 лет. Проект Integral fast reactor (и EBR II) были закрыты Конгрессом США в 1994 году. GEH продолжала работу над концепцией до 2001 года.

### Проект демонстрационного реактора США
В октябре 2010 года GEH подписала меморандум о взаимопонимании с операторами объекта Министерства энергетики (DOE) в Саванна-Ривер, который обеспечивает разрешение строительства демонстрационного реактора до того, как проект получит полное лицензионное одобрение регулятора.

### Интерес Великобритании к PRISM в 2012 году
В октябре 2011 года The Independent сообщила, что Управление по выводу из эксплуатации ядерных реакторов Великобритании (NDA) и старшие советники Министерства энергетики и изменения климата (DECC) запросили технические и финансовые подробности о PRISM, отчасти рассматривая его как средство сокращения запасов плутония в стране. В июле 2012 года GEH представила в NDA технико-экономическое обоснование, показывающее, что PRISM может обеспечить экономически эффективный способ быстро справиться с запасами плутония в Великобритании. В технико-экономическое обоснование включена оценка консалтинговой фирмы DBD Limited, предполагающая, что «нет фундаментальных препятствий» для лицензирования PRISM в Великобритании . В статье Guardian 2012 года указывалось, что новое поколение быстрых реакторов, таких как PRISM, «может решить проблему отходов, снизив угрозу радиации и распространения ядерного оружия, и в то же время генерировать огромное количество низкоуглеродной энергии». Дэвид Дж. К. Маккей, главный научный сотрудник DECC, сказал, что британский плутоний содержит достаточно энергии, чтобы обеспечить работу электросети страны в течение 500 лет. В середине 2013 года предложение PRISM все еще рассматривалось A PRISM proposal was still being considered in mid 2013..

### Возможная роль в программе универсального испытательного реактора
В 2018 году компания Battelle Energy Alliance выбрала PRISM для поддержки принятия Министерством энергетики решений по программе универсального испытательного реактора (VTR). В феврале 2019 года Министерство энергетики рассчитывало завершить начальный этап принятия решения о продолжении VTR в течение нескольких недель. По состоянию на 22 финансовый год (01.10.21) программа VTR была законсервирована.